# 郭川拟刺铠虾
郭川拟刺铠虾（学名：Munidopsis guochuani）一种于西太平洋麦哲伦海山和加洛林板塊附近的海山发现的十足目鎧甲蝦類，隶属于仿刺铠虾科仿刺铠虾属（拟刺铠虾属）。本种是中国科学院海洋研究所（IOCAS）利用“发现”号rov深海机器人（水下缆控潜水器）所发现。种小名取自中国航海家郭川的名字。

## 形态特征
郭川拟刺铠虾体型较大，底色为黄色或黄橙色；背表面接近甲壳后缘处呈白色。长有非常细长的螯足，背部具有成列的刺。

## 生境
郭川拟刺铠虾被发现于1332－1458米深的海山中，与盖果螅（Stegolaria sp.）共生，也观察到其在海山岩石海底可以自由活动。